# Шалінський район
Шалінський район (чеч. Шелан кІошт, рос. Шалинский район) - адміністративна одиниця у складі Чеченської республіки Російської Федерації. Адміністративний центр - місто Шалі.
Район утворений 1920 року. Населення становить 123 664 осіб. Площа - 700 км². До складу району входить 9 сільських адміністрацій.

## Населення
За даними Всеросійського перепису населення 2010 року:
| Націонільність             | Чисельність, осіб | Відсоток від усього населення, % |
| -------------------------- | ----------------- | -------------------------------- |
| чеченці                    | 111 065           | 95,77 %                          |
| росіяни                    | 2 636             | 2,27 %                           |
| кумики                     | 368               | 0,32 %                           |
| аварці                     | 286               | 0,25 %                           |
| казахи                     | 216               | 0,19 %                           |
| табасарани                 | 202               | 0,17 %                           |
| інші                       | 1 046             | 0,90 %                           |
| не вказали або відмовилися | 151               | 0,13 %                           |
| всього                     | 115 970           | 100,00 %                         |